# Onthophagus yangi
Onthophagus yangi é uma espécie de inseto do género Onthophagus, família Scarabaeidae, ordem Coleoptera.
Foi descrita cientificamente por Masumoto, Tsai & Ochi em 2006.